# Gustav Adolph Artz

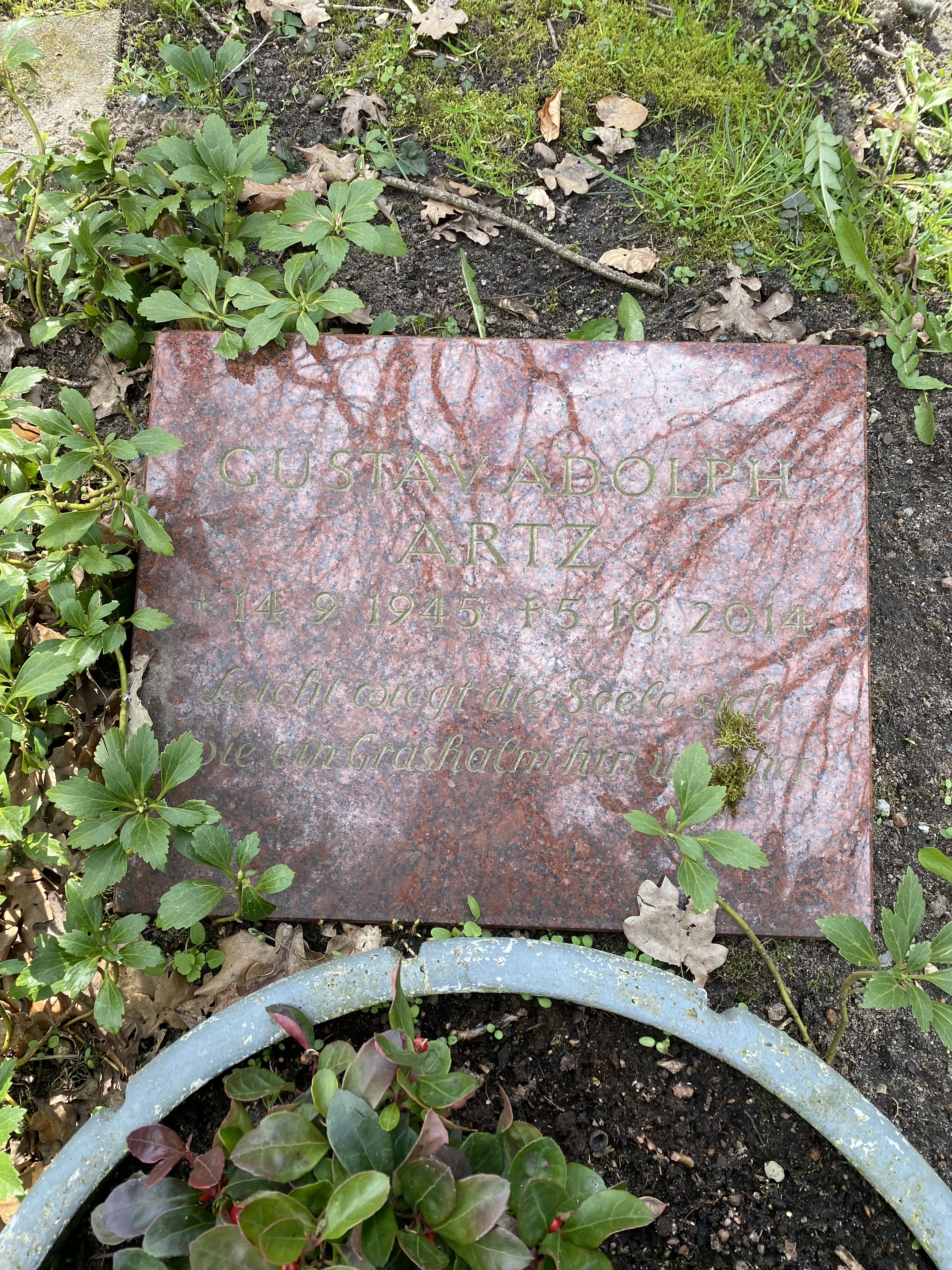
Grabstätte auf dem Friedhof Blankenese

Gustav Adolph Artz (* 14. September 1945 in Sondershausen; † 5. Oktober 2014) war ein deutscher Schauspieler, Synchron- und Hörspielsprecher.

## Leben
Neben einigen Fernsehrollen war Gustav Adolph Artz umfangreich in der Synchronisation und als Sprecher in kommerziellen Hörspielen und von Hörbüchern tätig. Er sprach verschiedene Charaktere in bekannten Serien wie TKKG, Fünf Freunde oder Die drei ???. Kollegen, denen er seine Stimme lieh, waren neben anderen Michael Lonsdale in Die letzte Mätresse, Robert Morley in Siebenmal lockt das Weib oder Richard Riehle in Hatchet. Daneben synchronisierte er auch in verschiedenen Anime-Serien. In dem Film Werner – Gekotzt wird später! sprach er den Mönch, in der Puppentrickserie Kleiner Roter Traktor die Figur des Jasper Junker.
In dem Stück Der Talisman von Johann Nestroy spielte Artz 1979 an der Stuttgarter tri-bühne, 2008 stand er in Der Gartenzaun von Ian Thomson auf der Bühne des Hamburger Sprechwerks.
2011 kandidierte Artz für die CDU bei der Bürgerschaftswahl in Hamburg, ebenso 2014 bei der Wahl zu den Bezirksversammlungen. Er verstarb im Alter von 69 Jahren und wurde auf dem Hamburger Friedhof Blankenese beigesetzt.

## Synchronarbeiten (Auswahl)
- 1986: Mel Blanc in Heathcliff
- 1990: Ken Campbell in Hotel zur Unsterblichkeit
- 1993: Uri Gavriel in American Cyborg
- 1993: Chelcie Ross in Amos & Andrew – Zwei fast perfekte Chaoten
- 1993: Stephen Root in Land in Flammen
- 1995: George Buza in Pocahontas – Die Legende
- 1996: Irwin Keyes in Badlands
- 1996: Garry Chalk in Outgun – Die Kopfgeldjäger
- 1996: Robert Winley in Pinocchio – Puppe des Todes
- 1998: Ed Gilbert in Batman & Mr. Freeze – Eiszeit
- 2005: Chris Ellis in The Devil’s Rejects
- 2006: Richard Riehle in Hatchet
- 2007: Robert Morley in Siebenmal lockt das Weib
- 2010: Anders Ahlbom in Vergebung
- 2013: Michael Lonsdale in Die letzte Mätresse
- 2013: Gordon Tootoosis in Dreamkeeper

Darüber hinaus synchronisierte Artz verschiedene Schauspieler unter anderem in den Serien Walker, Texas Ranger, Dr. House, Pretender oder Hinterm Sofa an der Front sowie in den Zeichentrickserien Batman und Batman of the Future.

## Filmografie
- 1967: Deutschland, Deutschland unter anderem
- 1991: Kollege Otto – Die Coop-Affäre
- 1992: Tatort – Blindekuh
- 1995: Wer Kollegen hat, braucht keine Feinde
- 1996: Großstadtrevier – Wühlmäuse
- 1997: Großstadtrevier – Durchgeknallt
- 2000: Staplerfahrer Klaus – Der erste Arbeitstag
- 2001: Die Pfefferkörner – Der Fluch der Mumie
- 2012: Atados

## Hörspiele
- 1979: Carlamaria Heim: Tod eines Partners – Regie: Alexander Malachovsky – BR
- 1994: Ditte Buchmann: Einmal Ägypten und zurück – Regie: Achim Schmidt-Carstens – NDR